# Швець Володимир Ярославович
Володимир Ярославович Швець (11 грудня 1955 — 16 листопада 2010) — український архітектор, реставратор.

## Біографія
Закінчив архітектурний факультет Львівського політехнічного інституту (1973—1978). У 1978—1980 роках працював архітектором в Львівського обласного управління у справах архітектури. Протягом 1980—1992 — архітектор в інституті «Укрзахідпроектреставрація». У 1992—1997 роках очолював Управління охорони історичного середовища Львівської міської ради. Від квітня 1997 року — головний архітектор Львова Останні 6 років очолював інститут «Укрзахідпроектреставрація».
1996 року відзначений Державною премією в галузі архітектури у складі авторського колективу, який працював над реставрацією костелу Івана Хрестителя у Львові. Входив до складу журі конкурсу на пам'ятник Степанові Бандері у Львові (2001). Член Національної спілки архітекторів України від 1986 року. Входив до правління Львівської організації спілки. Член ICOMOS.

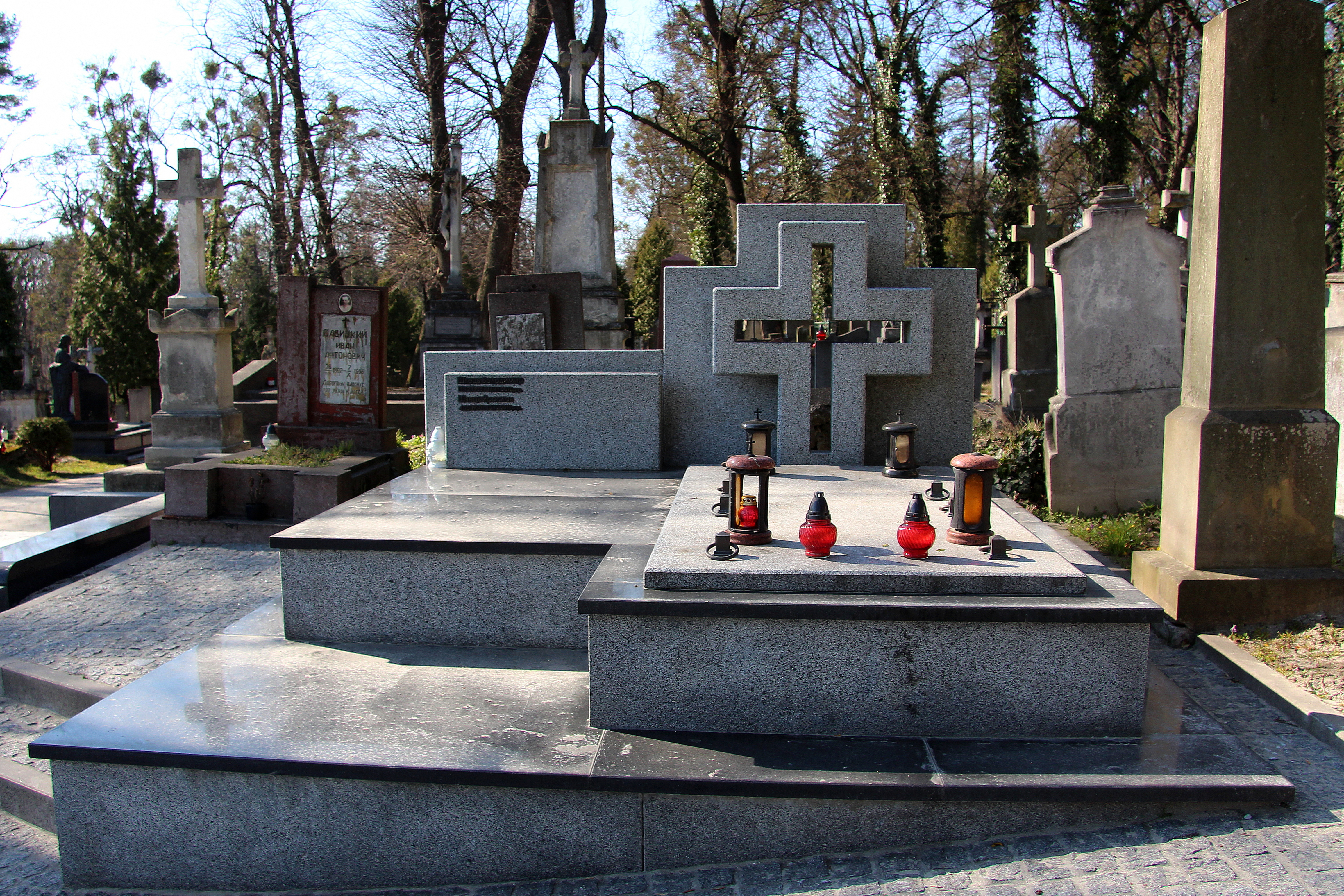

Помер 16 листопада 2010 року. Похований на 21 полі Личаківського цвинтаря.
Член Народно-демократичної партії. Очолював її львівське відділення, входив до політради. 1998 року балотувався в народні депутати у 115 виборчому окрузі. 53-й номер у списках НДП. 2010 року балотувався до Львівської міської ради від Фронту Змін.
Роботи
- Реставрація дерев'яної церкви святої Параскеви в Буську (1981—1989, у співавторстві)[1].
- Проєкт реставрації костелу Івана Хрестителя у Львові. Згідно з ним з бокових фасадів знято цегляне обличкування, перероблено склепіння, розібрано південну ризницю середини XVIII століття. 1989 рік, співавтори Іван Могитич, Людмила Алінаускене[7].
- Реставрація Унівського монастиря (1994—1998, у співавторстві)[1].
- Реставрація та пристосування для потреб банку будинку № 2 на вулиці Руській у Львові (1984—1998, у співавторстві)[1].
- Нова дзвіниця церкви святої Параскеви у Львові, 1996—1999 роки[8].
- Будинок філії Укрсоцбанку на площі Міцкевича у Львові. 1998—2005 роки. Співавтори Олександр Базюк, Орест Огоновський, Василь Князик[9].
- Реставрація дерев'яної церкви в місті Зіньків Хмельницької області[10].

## Вшанування
На вулиці Природній у Львові в пам'ять про колишнього головного архітектора міста Львова Володимира Швеця у 2011 році збудований студентський храм Рівноапостольного князя Володимира.